# هانا داماسيو
هانا داماسيو (مواليد 24 سبتمبر 1942) (بالبرتغالية:Hanna Damásio) عالمة أمريكية برتغالية في مجال علم الأعصاب المعرفي. تعمل رفقة زوجها أنطونيو داماسيو.
طورت طرقًا لدراسة بنية الدماغ البشري ودراسة وظائف مثل اللغة والذاكرة والعاطفة، باستخدام كل من طريقة الآفة والتصوير العصبي الوظيفي والتصوير المقطعي المحوسب والتصوير بالرنين المغناطيسي، وهي حاليًا أستاذة في علم الأعصاب في Dana Dornsife ومديرة مركز التصوير العصبي المعرفي في Dana و David Dornsife في جامعة كاليفورنيا الجنوبية.